# Parrocchie della diocesi di Piacenza-Bobbio

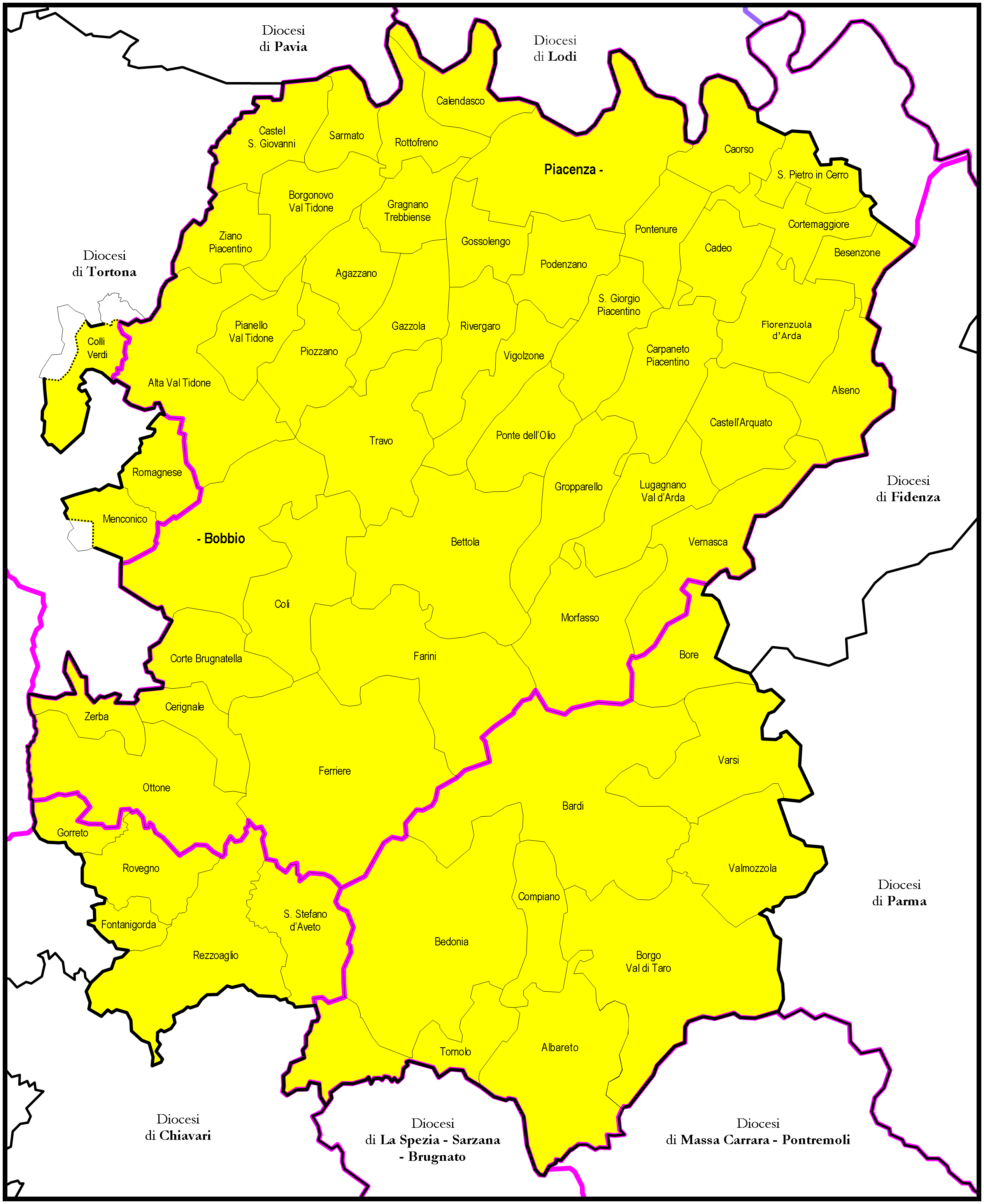
Il territorio della diocesi

Le parrocchie della diocesi di Piacenza-Bobbio sono 416 e sono raggruppate in 7 vicariati.

## Vicariati

### Vicariato di Piacenza e Gossolengo
Questo vicariato comprende i comuni di Gossolengo e la quasi totalità di quello di Piacenza. 
| Parrocchia                                        | Patrono                                         | Comune     | Frazione/Quartiere       |
| ------------------------------------------------- | ----------------------------------------------- | ---------- | ------------------------ |
| Piacenza - cattedrale                             | Santa Maria Assunta                             | Piacenza   | centro                   |
| Piacenza - Corpus Domini                          | Corpus Domini                                   | Piacenza   | centro                   |
| Piacenza - Nostra Signora di Lourdes              | Nostra Signora di Lourdes                       | Piacenza   | centro                   |
| Piacenza - Preziosissimo Sangue                   | Preziosissimo Sangue di Gesù Cristo             | Piacenza   | centro                   |
| Piacenza - Sacra Famiglia                         | Sacra Famiglia                                  | Piacenza   | Infrangibile             |
| Piacenza - San Corrado                            | San Corrado Confalonieri da Piacenza            | Piacenza   | centro                   |
| Piacenza - San Giovanni in Canale e Santa Brigida | San Giovanni Battista e Santa Brigida d'Irlanda | Piacenza   | centro                   |
| Piacenza - San Giuseppe in Ospedale               | San Giuseppe                                    | Piacenza   | centro                   |
| Piacenza - San Giuseppe Operaio                   | San Giuseppe                                    | Piacenza   | centro                   |
| Piacenza - San Paolo                              | San Paolo Apostolo                              | Piacenza   | centro                   |
| Piacenza - San Savino                             | San Savino                                      | Piacenza   | centro                   |
| Piacenza - San Sepolcro                           | San Sepolcro                                    | Piacenza   | centro                   |
| Piacenza - San Sisto                              | San Sisto II Papa                               | Piacenza   | centro                   |
| Piacenza - Santa Teresa                           | Santa Teresa                                    | Piacenza   | centro                   |
| Piacenza - Sant'Anna                              | Sant'Anna                                       | Piacenza   | centro                   |
| Piacenza - Sant'Antonino                          | Sant'Antonino                                   | Piacenza   | centro                   |
| Piacenza - Sant'Antonio di Padova                 | Sant'Antonio di Padova                          | Piacenza   | centro                   |
| Piacenza - Sant'Eufemia                           | Sant'Eufemia                                    | Piacenza   | centro                   |
| Piacenza - Santissima Trinità                     | Santissima Trinità                              | Piacenza   | centro                   |
| Besurica                                          | San Vittore di Piacenza                         | Piacenza   | Besurica                 |
| Borghetto Piacentino                              | San Giacomo Maggiore                            | Piacenza   | Borghetto                |
| Borgotrebbia                                      | Santi Angeli Custodi                            | Piacenza   | Borgotrebbia             |
| Capitolo                                          | Santa Maria del Suffragio                       | Piacenza   | Capitolo                 |
| Gossolengo                                        | San Quintino Martire                            | Gossolengo | centro                   |
| Le Mose                                           | San Giorgio Martire                             | Piacenza   | Le Mose                  |
| Mortizza                                          | Santa Maria Nascente                            | Piacenza   | Mortizza                 |
| Mucinasso                                         | San Tommaso Apostolo                            | Piacenza   | Mucinasso                |
| Pittolo                                           | Sant'Antonino                                   | Piacenza   | Pittolo                  |
| Quarto                                            | San Savino                                      | Gossolengo | Quarto                   |
| Roncaglia                                         | San Bartolomeo Apostolo                         | Piacenza   | Roncaglia                |
| San Bonico                                        | San Bartolomeo Apostolo                         | Piacenza   | San Bonico               |
| San Lazzaro                                       | Santi Lazzaro e Vincenzo de' Paoli              | Piacenza   | San Lazzaro              |
| Santa Franca                                      | Santa Franca                                    | Piacenza   | Santa Franca-Rio Farnese |
| Sant'Antonio a Trebbia                            | Sant'Antonio Abate                              | Piacenza   | Sant'Antonio a Trebbia   |
| Settima                                           | Santa Maria Assunta                             | Gossolengo | Settima                  |

### Vicariato della Val d'Arda
Questo vicariato comprende i comuni di Alseno, Besenzone, Bore, Cadeo, Caorso, Carpaneto Piacentino, Castell'Arquato, Cortemaggiore, Fiorenzuola d'Arda, Gropparello, Lugagnano Val d'Arda, Morfasso, San Pietro in Cerro, Vernasca e la frazione Veggiola di Ponte dell'Olio. 
| Parrocchia              | Patrono                                        | Comune               | Frazione/Quartiere                        |
| ----------------------- | ---------------------------------------------- | -------------------- | ----------------------------------------- |
| Fiorenzuola d'Arda      | San Fiorenzo di Orange                         | Fiorenzuola d'Arda   | centro                                    |
| Alseno                  | San Martino Vescovo                            | Alseno               | centro                                    |
| Antognano Piacentino    | San Giorgio Martire                            | Lugagnano Val d'Arda | Antognano                                 |
| Bacedasco Alto          | Santa Cristina                                 | Castell'Arquato      | Bacedasco Alto                            |
| Bacedasco Basso         | Santa Maria Ausiliatrice                       | Vernasca             | Bacedasco Basso                           |
| Badagnano               | San Giovanni Battista                          | Carpaneto Piacentino | Badagnano                                 |
| Baselicaduce            | Santi Felice e Tranquillo                      | Fiorenzuola d'Arda   | Baselicaduce                              |
| Bersano                 | Santissimo Salvatore                           | Besenzone            | Bersano                                   |
| Besenzone               | San Vitale di Milano                           | Besenzone            | centro                                    |
| Bore                    | San Lorenzo Diacono e Martire                  | Bore                 | centro                                    |
| Borla                   | Santa Croce                                    | Vernasca             | Borla                                     |
| Caorso                  | Santa Maria Assunta                            | Caorso               | centro                                    |
| Carpaneto Piacentino    | Santi Fermo e Rustico                          | Carpaneto Piacentino | centro                                    |
| Castellana              | Santi Cosma e Damiano                          | Gropparello          | Castellana                                |
| Castell'Arquato         | Santa Maria Assunta                            | Castell'Arquato      | centro                                    |
| Castelletto             | Sant'Andrea Apostolo                           | Vernasca             | Castelletto Val Tolla                     |
| Castelnuovo Fogliani    | San Biagio                                     | Alseno               | Castelnuovo Fogliani                      |
| Celleri                 | Sant'Agnese                                    | Carpaneto Piacentino | Celleri                                   |
| Chero                   | San Biagio                                     | Carpaneto Piacentino | Chero                                     |
| Chiaravalle             | Santa Maria Assunta                            | Alseno               | Chiaravalle della Colomba                 |
| Chiavenna Landi         | Natività della Beata Vergine Maria             | Cortemaggiore        | Chiavenna Landi                           |
| Chiavenna Rocchetta     | Sant'Ilario                                    | Lugagnano Val d'Arda | Chiavenna Rocchetta                       |
| Ciriano                 | San Lorenzo Martire                            | Carpaneto Piacentino | Ciriano                                   |
| Cortemaggiore           | Santa Maria delle Grazie e San Lorenzo Martire | Cortemaggiore        | centro                                    |
| Cortina Vecchia         | Santissimo Salvatore                           | Alseno               | Cortina Vecchia                           |
| Costa Orzata            | Sant'Antonio di Padova                         | Castell'Arquato      | Costa Orzata                              |
| Diolo                   | San Bernardo Abate                             | Lugagnano Val d'Arda | Diolo                                     |
| Fossadello              | Annunciazione della Beata Vergine Maria        | Caorso               | Fossadello                                |
| Gropparello             | Santa Maria Assunta                            | Gropparello          | centro                                    |
| Groppovisdomo           | San Giovanni Battista                          | Gropparello          | Groppovisdomo                             |
| Gusano                  | San Germano                                    | Gropparello          | Gusano                                    |
| Lugagnano Val d'Arda    | San Zenone Vescovo e Martire                   | Lugagnano Val d'Arda | centro                                    |
| Lusurasco               | San Colombano                                  | Alseno               | Lusurasco                                 |
| Magnano                 | San Michele Arcangelo                          | Carpaneto Piacentino | Magnano                                   |
| Mercore                 | San Pietro da Verona                           | Besenzone            | Mercore                                   |
| Metti                   | San Leonardo di Noblac                         | Bore                 | Metti                                     |
| Monastero Val Tolla     | Santissimo Salvatore                           | Morfasso             | Monastero Val Tolla                       |
| Montanaro               | San Michele Arcangelo                          | Carpaneto Piacentino | Montanaro                                 |
| Montechino              | San Donnino                                    | Gropparello          | Montechino                                |
| Montezago               | San Biagio                                     | Lugagnano Val d'Arda | Montezago                                 |
| Morfasso                | Santa Maria Assunta                            | Morfasso             | centro                                    |
| Muradolo                | San Michele Arcangelo                          | Caorso               | Muradolo                                  |
| Obolo                   | San Bartolomeo Apostolo                        | Gropparello          | Obolo                                     |
| Pedina                  | San Pietro Apostolo                            | Morfasso             | Pedina                                    |
| Polignano               | San Donato Martire                             | San Pietro in Cerro  | Polignano                                 |
| Pozzolo                 | San Maurizio Martire                           | Bore                 | Pozzolo                                   |
| Prato Ottesola          | San Donnino                                    | Lugagnano Val d'Arda | Prato Ottesola                            |
| Rezzano                 | San Pietro Apostolo                            | Carpaneto Piacentino | Rezzano                                   |
| Riomezzano              | Sante Faustina e Liberata                      | Fiorenzuola d'Arda   | Riomezzano                                |
| Roncarolo               | San Lorenzo Martire                            | Caorso               | Roncarolo                                 |
| Roveleto                | Santa Teresa Benedetta della Croce             | Cadeo                | Roveleto, Cadeo, Saliceto e Fontanafredda |
| Rustigazzo              | Santa Maria Assunta                            | Lugagnano Val d'Arda | Rustigazzo                                |
| Sariano                 | San Severo Vescovo                             | Gropparello          | Sariano                                   |
| Settesorelle            | San Michele Arcangelo                          | Vernasca             | Settesorelle                              |
| San Lorenzo di Castello | San Lorenzo Martire                            | Castell'Arquato      | San Lorenzo                               |
| San Martino in Olza     | San Martino Vescovo                            | Cortemaggiore        | San Martino in Olza                       |
| San Michele Val Tolla   | San Michele Arcangelo                          | Morfasso             | San Michele Val Tolla                     |
| San Pietro in Cerro     | San Pietro Apostolo                            | San Pietro in Cerro  | centro                                    |
| San Protaso             | Santi Gervasio e Protasio                      | Fiorenzuola d'Arda   | San Protaso                               |
| Sperongia               | Sant'Andrea Apostolo                           | Morfasso             | Sperongia                                 |
| Travazzano              | Santa Maria Assunta                            | Carpaneto Piacentino | Travzzano                                 |
| Veggiola                | San Pietro in Vincoli                          | Ponte dell'Olio      | Veggiola                                  |
| Veleia                  | Sant'Antonino                                  | Lugagnano Val d'Arda | Veleia                                    |
| Vernasca                | San Colombano Abate                            | Vernasca             | centro                                    |
| Vezzolacca              | Sant'Alessandro Martire                        | Vernasca             | Vezzolacca                                |
| Vigoleno                | San Giorgio Martire                            | Vernasca             | Vigoleno                                  |
| Vigolo Marchese         | San Giovanni Battista                          | Castell'Arquato      | Vigolo Marchese                           |
| Villa Casali            | Natività della Beata Vergine Maria             | Morfasso             | Villa Casali                              |
| Zena                    | San Prospero                                   | Carpaneto Piacentino | Zena                                      |
| Zerbio                  | San Nicolò Vescovo                             | Caorso               | Zerbio                                    |

### Vicariato della Val Nure
Questo vicariato comprende i comuni di Farini, Podenzano, Pontenure, San Giorgio Piacentino, Vigolzone e parte di quelli di Bettola, Corte Brugnatella, Ferriere, Piacenza e Ponte dell'Olio; di quest'ultimo è esclusa la frazione Veggiola, compresa nel vicariato della Val d'Arda.
| Parrocchia                 | Patrono                          | Comune                 | Frazione/Quartiere      |
| -------------------------- | -------------------------------- | ---------------------- | ----------------------- |
| Podenzano                  | San Germano                      | Podenzano              | centro                  |
| Albarola                   | Sant'Antonino                    | Vigolzone              | Albarola                |
| Altoè                      | San Martino Vescovo              | Podenzano              | Altoè                   |
| Bettola                    | San Bernardino da Siena          | Bettola                | centro                  |
| Bicchignano                | Santa Maria Immacolata           | Vigolzone              | Bicchignano             |
| Boccolo Noce               | San Leonardo di Noblac           | Farini                 | Boccolo Noce            |
| Bramaiano                  | Santa Maria Assunta              | Bettola                | Bramaiano e Rigolo      |
| Brugneto                   | San Pancrazio                    | Ferriere               | Brugneto                |
| Calenzano                  | San Lorenzo Martire              | Bettola                | Calenzano               |
| Carmiano                   | San Giovanni Battista            | Vigolzone              | Carmiano                |
| Casaldonato                | San Clemente Papa                | Ferriere               | Casaldonato             |
| Cassano di Ponte dell'Olio | San Lorenzo Martire              | Ponte dell'Olio        | Cassano                 |
| Cassimoreno                | San Bernardino Abate             | Ferriere               | Cassimoreno             |
| Castelcanafurone           | Santa Maria Assunta              | Ferriere               | Castelcanafurone        |
| Castione                   | San Giovanni Battista            | Ponte dell'Olio        | Castione                |
| Centenaro                  | San Pietro Apostolo              | Ferriere               | Centenaro               |
| Centovera                  | San Giovanni Battista            | San Giorgio Piacentino | Centovera               |
| Cerreto Rossi              | Santi Nazario e Celso            | Ferriere               | Cerreto Rossi           |
| Chiappeto                  | San Gregorio Magno               | Ferriere               | Chiappeto               |
| Chiulano                   | Santa Maria Assunta              | Vigolzone              | Chiulano                |
| Cogno San Bassano          | San Bassano Vescovo              | Farini                 | centro                  |
| Cogno San Savino           | San Savino di Piacenza           | Farini                 | centro                  |
| Corneliano                 | San Michele Arcangelo            | San Giorgio Piacentino | Corneliano              |
| Curletti                   | Santa Giustina Vergine e Martire | Ferriere               | Curletti                |
| Ebbio                      | San Terenziano                   | Bettola                | Ebbio                   |
| Farini                     | San Giuseppe                     | Farini                 | centro                  |
| Ferriere                   | San Giovanni Battista            | Ferriere               | centro                  |
| Folignano                  | San Pietro in Vincoli            | Ponte dell'Olio        | Folignano               |
| Gambaro                    | San Pietro Apostolo              | Ferriere               | Gambaro                 |
| Godi                       | San Lorenzo Martire              | San Giorgio Piacentino | Godi                    |
| Grazzano Visconti          | Santi Cosma e Damiano            | Vigolzone              | Grazzano Visconti       |
| Grondone-Solaro            | Santi Giorgio e Silvestro        | Ferriere               | Grondone e Solaro       |
| Groppallo                  | Santa Maria Assunta              | Farini                 | Groppallo               |
| Groppo Ducale              | San Biagio                       | Bettola                | Groppo Ducale           |
| I Vaccari                  | San Martino Vescovo              | Piacenza               | I Vaccari               |
| Leggio                     | Sant'Antonio Abate               | Bettola                | Leggio                  |
| Maiano                     | Santi Ippolito e Cassiano        | Podenzano              | Maiano                  |
| Mareto                     | San Martino Vescovo              | Farini                 | Mareto                  |
| Metteglia                  | San Rocco                        | Corte Brugnatella      | Metteglia e Ciregna     |
| Missano                    | San Michele Arcangelo            | Bettola                | Missano                 |
| Montereggio                | Sant'Andrea Apostolo             | Farini                 | Montereggio e Le Moline |
| Muradello                  | San Colombano                    | Pontenure              | Muradello               |
| Olmo Piacentino            | San Cristoforo                   | Bettola                | Olmo                    |
| Paderna                    | Cattedra di San Pietro           | Pontenure              | Paderna                 |
| Padri                      | Annunciazione di Maria Vergine   | Bettola                | Padri                   |
| Ponte dell'Olio            | San Giacomo Maggiore             | Ponte dell'Olio        | centro                  |
| Ponte Nure                 | San Pietro Apostolo              | Pontenure              | centro                  |
| Pradello                   | Santi Cosma e Damiano            | Bettola                | Pradello                |
| Pradovera                  | Santa Maria Assunta              | Farini                 | Pradovera               |
| Recesio                    | Santa Maria Assunta              | Bettola                | Recesio                 |
| Retorto                    | Santa Maria Assunta              | Ferriere               | Retorto                 |
| Revigozzo                  | San Michele Arcangelo            | Bettola                | Revigozzo               |
| Riva                       | San Martino Vescovo              | Ponte dell'Olio        | Riva                    |
| Rizzolo                    | San Pietro Apostolo              | San Giorgio Piacentino | Rizzolo                 |
| Rocca                      | San Cristoforo                   | Ferriere               | Rocca                   |
| Rompeggio                  | San Michele Arcangelo            | Ferriere               | Rompeggio               |
| Ronco                      | Sant'Antonino                    | San Giorgio Piacentino | Ronco                   |
| Roncovero                  | San Lorenzo Martire              | Bettola                | Roncovero               |
| Rossoreggio                | Santi Nazario e Celso            | Bettola                | Rossoreggio             |
| San Damiano Piacentino     | San Cassiano Vescovo             | San Giorgio Piacentino | San Damiano             |
| San Giorgio Piacentino     | San Giorgio Martire              | San Giorgio Piacentino | centro                  |
| San Giovanni di Bettola    | Santa Maria della Quercia        | Bettola                | San Giovanni            |
| San Polo di Podenzano      | San Paolo Apostolo               | Podenzano              | San Polo                |
| Sarmata                    | San Bartolomeo Apostolo          | Ponte dell'Olio        | Sarmata                 |
| Tollara                    | Santa Maria Assunta              | San Giorgio Piacentino | Tollara                 |
| Torrano                    | San Martino Vescovo              | Ponte dell'Olio        | Torrano                 |
| Turro                      | San Savino di Piacenza           | Podenzano              | Turro                   |
| Valconasso                 | Santa Maria Assunta              | Pontenure              | Valconasso              |
| Veano                      | San Lorenzo Martire              | Vigolzone              | Veano                   |
| Verano                     | Santo Stefano Protomartire       | Podenzano              | Verano                  |
| Vigolo Valnure             | Santissimo Salvatore             | Bettola                | Vigolo Valnure          |
| Vigolzone                  | Santi Mario e Giovanni Battista  | Vigolzone              | centro                  |
| Villò                      | Santa Maria Assunta              | Vigolzone              | Villò                   |
| Viustino                   | San Bartolomeo Apostolo          | San Giorgio Piacentino | Viustino                |

### Vicariato della Bassa Val Trebbia e della Val Luretta
Questo vicariato comprende i comuni di Agazzano, Calendasco, Gazzola, Gragnano Trebbiense, Piozzano, Rivergaro, Rottofreno, Travo e parte di quelli di Coli e Bettola.
| Parrocchia               | Patrono                                      | Comune              | Frazione/Quartiere       |
| ------------------------ | -------------------------------------------- | ------------------- | ------------------------ |
| Rivergaro                | Sant'Agata                                   | Rivergaro           | centro                   |
| Agazzano                 | Santa Maria Assunta                          | Agazzano            | centro                   |
| Aglio                    | San Michele Arcangelo                        | Coli                | Aglio                    |
| Bassano Piacentino       | Invenzione della Santa Croce                 | Rivergaro           | Bassano                  |
| Bobbiano                 | San Michele Arcangelo                        | Travo               | Bobbiano                 |
| Boscone Cusani           | San Francesco d'Assisi                       | Calendasco          | Boscone Cusani           |
| Calendasco               | Santa Maria Assunta                          | Calendasco          | centro                   |
| Campremoldo Sopra        | San Pietro Apostolo                          | Gragnano Trebbiense | Campremoldo Sopra        |
| Campremoldo Sotto        | San Lorenzo Martire                          | Gragnano Trebbiense | Campremoldo Sotto        |
| Cantone                  | San Genesio Martire                          | Agazzano            | Cantone                  |
| Casaliggio               | San Giovanni Battista                        | Gragnano Trebbiense | Casaliggio               |
| Castelletto di Gazzola   | Santi Cosma e Damiano                        | Gazzola             | Castelletto              |
| Caverzago                | Santo Stefano Protomartire                   | Travo               | Caverzago                |
| Centora                  | Santa Maria della Neve                       | Rottofreno          | Centora                  |
| Cotrebbia Nuova          | San Pietro Apostolo                          | Calendasco          | Cotrebbia Nuova          |
| Denavolo                 | Santi Faustino e Giovita                     | Travo               | Denavolo                 |
| Fellino                  | Sant'Alessandro                              | Travo               | Fellino                  |
| Gazzola                  | San Lorenzo Martire                          | Gazzola             | centro                   |
| Gragnano Trebbiense      | San Michele Arcangelo                        | Gragnano Trebbiense | centro                   |
| Grintorto                | San Michele Arcangelo                        | Agazzano            | Grintorto                |
| Groppo Arcelli           | Sant'Eustachio                               | Piozzano            | Groppo Arcelli           |
| Momeliano                | Sant'Eustorgio                               | Gazzola             | Momeliano                |
| Montebolzone             | Santa Maria Assunta                          | Agazzano            | Montebolzone             |
| Montecanino              | San Giovanni Evangelista                     | Piozzano            | Montecanino              |
| Monteventano             | Natività di Maria                            | Piozzano            | Monteventano             |
| Monticello               | Santi Maria Maddalena e Stefano Protomartire | Gazzola             | Monticello               |
| Niviano                  | Santo Stefano Protomartire                   | Rivergaro           | Niviano                  |
| Ottavello                | San Bartolomeo Apostolo                      | Rivergaro           | Ottavello                |
| Perino                   | San Luigi Gonzaga                            | Coli                | Perino                   |
| Pieve Dugliara           | San Pietro Apostolo                          | Rivergaro           | Pieve Dugliara           |
| Pilastro                 | Beata Vergine Maria                          | Gragnano Trebbiense | Pilastro                 |
| Pillori                  | San Cristoforo                               | Travo               | Pillori                  |
| Piozzano                 | Santissimo Salvatore                         | Piozzano            | centro                   |
| Pomaro                   | San Vitale                                   | Piozzano            | Pomaro                   |
| Quadrelli                | San Paolo Apostolo                           | Travo               | Quadrelli                |
| Rallio                   | Sant'Ilario Vescovo                          | Rivergaro           | Rallio                   |
| Rezzanello               | San Savino di Piacenza                       | Gazzola             | Rezzanello               |
| Rivalta Piacentina       | San Martino Vescovo                          | Gazzola             | Rivalta                  |
| Rottofreno               | San Nicolò Vescovo                           | Rottofreno          | centro                   |
| Roveleto Landi           | San Maurizio                                 | Rivergaro           | Roveleto Landi           |
| Santimento               | San Giovanni Battista                        | Rottofreno          | Santimento               |
| San Gabriele Piacentino  | San Giovanni Battista                        | Piozzano            | San Gabriele             |
| San Nazzaro Pavarano     | Santi Nazario e Celso                        | Piozzano            | San Nazzaro Pavarano     |
| San Nicolò a Trebbia     | San Nicolò Vescovo                           | Rottofreno          | San Nicolò a Trebbia     |
| San Pietro in Tranquiano | San Pietro Apostolo                          | Agazzano            | San Pietro in Tranquiano |
| Sarturano                | Santi Nazario e Celso                        | Agazzano            | Sarturano                |
| Statto                   | Sant'Antonio Abate                           | Travo               | Statto                   |
| Suzzano                  | Sant'Alessandro                              | Rivergaro           | Suzzano                  |
| Tavernago                | Santa Maria Assunta                          | Agazzano            | Tavernago                |
| Travo                    | Sant'Antonino                                | Travo               | centro                   |
| Tuna                     | Santi Faustino e Giovita                     | Gazzola             | Tuna                     |
| Verdeto                  | San Tommaso Apostolo                         | Agazzano            | Verdeto                  |
| Vidiano Soprano          | San Cristoforo                               | Piozzano            | Vidiano Soprano          |
| Villanova Piacentina     | Purificazione di Maria                       | Bettola             | Villanova                |
| Viserano                 | San Giorgio Martire                          | Travo               | Viserano                 |

### Vicarato della Val Tidone
Questo vicariato comprende i comuni di Alta Val Tidone, Borgonovo Val Tidone, Castel San Giovanni, Pianello Val Tidone, Sarmato e Ziano Piacentino.
| Parrocchia            | Patrono                                  | Comune               | Frazione/Quartiere           |
| --------------------- | ---------------------------------------- | -------------------- | ---------------------------- |
| Castel San Giovanni   | San Giovanni Battista                    | Castel San Giovanni  | centro                       |
| Agazzino              | Santa Maria della Consolazione           | Sarmato              | Agazzino                     |
| Albareto              | Santi Nabore e Felice                    | Ziano Piacentino     | Albareto                     |
| Arcello               | Santa Maria Assunta                      | Pianello Val Tidone  | Arcello                      |
| Bilegno               | San Giorgio Martire                      | Borgonovo Val Tidone | Bilegno                      |
| Borgonovo Val Tidone  | Santa Maria Assunta                      | Borgonovo Val Tidone | centro                       |
| Breno Val Tidone      | Sant'Ilario Vescovo                      | Borgonovo Val Tidone | Breno                        |
| Caminata              | Santi Timoteo e Sinforiano               | Alta Val Tidone      | Caminata                     |
| Caprile-Busseto       | Santi Andrea Apostolo e Martino di Tours | Alta Val Tidone      | Caprile e Busseto Val Tidone |
| Casanova Val Tidone   | Santa Maria Annunziata                   | Pianello Val Tidone  | Casanova Val Tidone          |
| Castellaro Arcelli    | Santissimo Salvatore                     | Pianello Val Tidone  | Castellaro Arcelli           |
| Castelnovo Val Tidone | San Martino Vescovo                      | Borgonovo Val Tidone | Castelnovo Val Tidome        |
| Cicogni               | Sant'Antonio Abate                       | Alta Val Tidone      | Cicogni                      |
| Corano                | Sant'Antonino                            | Borgonovo Val Tidone | Corano                       |
| Creta                 | San Giuseppe                             | Castel San Giovanni  | Creta                        |
| Fabbiano              | Santo Stefano Protomartire               | Borgonovo Val Tidone | Fabbiano                     |
| Fontana Pradosa       | Santi Antonio e Savino                   | Castel San Giovanni  | Fontana Pradosa              |
| Fornello              | Visitazione della Beata Vergine Maria    | Ziano Piacentino     | Fornello                     |
| Ganaghello            | Santa Caterina d'Alessandria             | Castel San Giovanni  | Ganaghello                   |
| Genepreto             | San Giorgio Martire                      | Alta Val Tidone      | Genepreto                    |
| Lazzarello            | Natività della Beata Vergine Maria       | Alta Val Tidone      | Lazzarello                   |
| Montalbo              | San Cristoforo                           | Ziano Piacentino     | Montalbo                     |
| Montemartino          | San Bartolomeo Apostolo                  | Alta Val Tidone      | Montemartino                 |
| Mottaziana            | Sant'Alessio                             | Borgonovo Val Tidone | Mottaziana                   |
| Nibbiano              | San Pietro Apostolo                      | Alta Val Tidone      | Nibbiano                     |
| Olgisio               | San Giacomo Apostolo                     | Pianello Val Tidone  | Olgisio                      |
| Pecorara              | San Giorgio Martire                      | Alta Val Tidone      | Pecorara                     |
| Pianello Val Tidone   | San Maurizio Martire                     | Pianello Val Tidone  | centro                       |
| Pieve Stadera         | San Martino Vescovo                      | Alta Val Tidone      | Pieve Stadera                |
| Pievetta              | Santa Maria Nascente                     | Castel San Giovanni  | Pievetta                     |
| Roccapulzana          | San Pietro Apostolo                      | Pianello Val Tidone  | Roccapulzana                 |
| Sala Mandelli         | Sant'Andrea Apostolo                     | Alta Val Tidone      | Sala Mandelli                |
| Sarmato               | Santa Maria Assunta                      | Sarmato              | centro                       |
| Seminò                | San Miniato Martire                      | Ziano Piacentino     | Seminò                       |
| Stra                  | Santa Maria Madre delle Genti            | Alta Val Tidone      | Stra                         |
| Tassara               | Sant'Anna                                | Alta Val Tidone      | Tassara                      |
| Trebecco              | San Giacomo Apostolo                     | Alta Val Tidone      | Trebecco                     |
| Trevozzo              | Santa Maria Assunta                      | Alta Val Tidone      | Trevozzo                     |
| Vicobarone            | San Colombano                            | Ziano Piacentino     | Vicobarone                   |
| Vicomarino            | Santi Quirico e Giulitta                 | Ziano Piacentino     | Vicomarino                   |
| Ziano Piacentino      | San Paolo Apostolo                       | Ziano Piacentino     | centro                       |

### Vicariato di Bobbio, Alta Val Trebbia, Aveto e Oltre Penice
Questo vicariato comprende i comuni di Bobbio, Cerignale, Coli, Fontanigorda, Ottone, Rezzoaglio, Romagnese, Rovegno, Santo Stefano d'Aveto e parti di quelli di Corte Brugnatella, Ferriere, Menconico, Colli Verdi, Val di Nizza, Varzi e Zerba; il resto dei territori di questi ultimi cinque comuni è per il resto compreso nella diocesi di Tortona.
| Parrocchia               | Patrono                          | Comune                | Frazione/Quartiere     |
| ------------------------ | -------------------------------- | --------------------- | ---------------------- |
| Bobbio - concattedrale   | Santa Maria Assunta              | Bobbio                | centro                 |
| Bobbio - San Colombano   | San Colombano di Bobbio          | Bobbio                | centro                 |
| Allegrezze               | Santa Maria Assunta              | Santo Stefano d'Aveto | Allegrezze             |
| Alpe Genovese            | San Siro                         | Gorreto               | Alpe                   |
| Alpepiana                | San Pietro Apostolo              | Rezzoaglio            | Alpepiana              |
| Alpicella                | San Michele Arcangelo            | Santo Stefano d'Aveto | Alpicella              |
| Amborzasco               | Santi Angeli Custodi             | Santo Stefano d'Aveto | Amborzasco             |
| Ascona                   | San Bernardo                     | Santo Stefano d'Aveto | Ascona                 |
| Barchi                   | Cuore di Maria di Monte Alfeo    | Ottone                | Barchi                 |
| Bogli                    | San Marziano                     | Ottone                | Bogli                  |
| Brignole                 | Santa Maria Maggiore             | Rezzoaglio            | Brignole               |
| Cabanne                  | San Bernardo Abate               | Rezzoaglio            | Cabanne                |
| Campi d'Ottone           | San Lorenzo Martire              | Ottone                | Campi                  |
| Canale Genovese          | Santa Giustina Vergine e Martire | Fontanigorda          | Canale                 |
| Carisasca                | San Pietro Apostolo              | Cerignale             | Carisasca              |
| Casamatti                | Cristo Lavoratore                | Romagnese             | Casamatti              |
| Casanova                 | San Pietro Apostolo              | Rovegno               | Casanova               |
| Casoni                   | San Bartolomeo Apostolo          | Fontanigorda          | Casoni                 |
| Castagnola               | San Policarpo                    | Ferriere              | Castagnola             |
| Cattaragna               | Sant'Anna                        | Ferriere              | Cattaragna             |
| Ceci                     | San Policarpo                    | Bobbio                | Ceci                   |
| Cerignale                | San Lorenzo Martire              | Cerignale             | centro                 |
| Cerreto Piacentino       | San Rocco                        | Zerba                 | Cerreto Piacentino     |
| Coli                     | San Vito                         | Coli                  | centro                 |
| Dezza                    | San Pietro Apostolo              | Bobbio                | Dezza                  |
| Fabbrica                 | San Martino Vescovo              | Ottone                | Dezza                  |
| Fontanarossa             | Santa Maria Addolorata           | Gorreto               | Fontanarossa           |
| Fontanigorda             | Santi Antonio e Giacomo          | Fontanigorda          | centro                 |
| Gabbione                 | Santa Maria Assunta              | Romagnese             | Gabbione               |
| Gorreto                  | Santa Caterina Vergine e Martire | Gorreto               | centro                 |
| Gramizzola               | San Martino Vescovo              | Ottone                | Gramizzola             |
| Loco                     | Nostra Signora della Guardia     | Rovegno               | Loco                   |
| Magnasco                 | San Bartolomeo Apostolo          | Rezzoaglio            | Magnasco               |
| Marsaglia                | San Giuseppe                     | Corte Brugnatella     | Marsaglia              |
| Menconico                | San Giorgio Martire              | Menconico             | centro, Varsaia e Riva |
| Mezzano Scotti           | San Paolo Apostolo               | Bobbio                | Mezzano Scotti         |
| Monteforte               | San Colombano                    | Varzi                 | Monteforte             |
| Orezzoli                 | San Pietro Apostolo              | Ottone                | Orezzoli               |
| Ottone                   | San Marziano                     | Ottone                | centro                 |
| Ottone Soprano           | San Colombano                    | Ottone                | Ottone Soprano         |
| Ozzola                   | Sant'Antonino                    | Corte Brugnatella     | Ozzola                 |
| Peli                     | San Medardo                      | Coli                  | Peli                   |
| Pei                      | San Nicolò Vescovo               | Zerba                 | Pej                    |
| Pietranera               | Sant'Antonio di Padova           | Rovegno               | Pietranera             |
| Pieve di Montarsolo      | San Giacomo Apostolo             | Corte Brugnatella     | Pieve di Montarsolo    |
| Pievetta                 | San Giovanni Battista            | Santo Stefano d'Aveto | Pievetta               |
| Pometo                   | Beata Vergine di Fatima          | Colli Verdi           | Pometo                 |
| Priosa                   | San Giovanni Battista            | Rezzoaglio            | Priosa                 |
| Rezzoaglio               | San Michele Arcangelo            | Rezzoaglio            | centro                 |
| Romagnese                | San Lorenzo Martire              | Romagnese             | centro                 |
| Rossopiana               | San Lorenzo Martire              | Coli                  | Rossopiana             |
| Rovegno                  | San Giovanni Evangelista         | Rovegno               | centro                 |
| Ruino                    | San Pietro Apostolo              | Colli Verdi           | Ruino                  |
| San Cristoforo           | San Cristoforo                   | Bobbio                | San Cristoforo         |
| San Pietro in Casasco    | San Pietro Apostolo              | Menconico             | San Pietro Casasco     |
| Sant'Albano Val di Nizza | Sant'Albano                      | Val di Nizza          | Sant'Albano di Bobbio  |
| Santa Maria              | Madonna del Carmine              | Bobbio                | Santa Maria            |
| Santo Stefano d'Aveto    | Santo Stefano Protomartire       | Santo Stefano d'Aveto | centro                 |
| Scabiazza                | Sant'Anastasia                   | Coli                  | Scabiazza              |
| Selva                    | Invenzione di Santo Stefano      | Cerignale             | Selva                  |
| Torrio                   | San Pietro Apostolo              | Ferriere              | Torrio                 |
| Traschio                 | San Giovanni Battista            | Ottone                | Traschio               |
| Vaccarezza               | Sant'Eustachio                   | Bobbio                | Vaccarezza             |
| Valverde                 | Santo Stefano Protomartire       | Colli Verdi           | Valverde               |
| Vicosoprano              | San Giuseppe                     | Rezzoaglio            | Vicosoprano            |
| Villanoce                | San Rocco                        | Rezzoaglio            | Villanoce              |
| Zerba                    | San Michele Arcangelo            | Zerba                 | centro                 |

### Vicariato della Val Taro e Val Ceno
Questo vicariato comprende i comuni di Bardi, Bedonia, Borgo Val di Taro, Compiano, Tornolo, Valmozzola e Varsi e parte di quello di Albareto; il restante territorio di quest'ultimo è compreso nella diocesi di Massa Carrara-Pontremoli.
| Parrocchia                    | Patrono                                        | Comune            | Frazione/Quartiere          |
| ----------------------------- | ---------------------------------------------- | ----------------- | --------------------------- |
| Bardi                         | San Giovanni Battista e Santa Maria Addolorata | Bardi             | centro                      |
| Alpe Parmense                 | Santa Maria Assunta                            | Bedonia           | Alpe                        |
| Barbigarezza                  | San Girolamo                                   | Compiano          | Barbigarezza                |
| Baselica                      | San Benedetto                                  | Borgo Val di Taro | Baselica                    |
| Bedonia                       | Sant'Antonino                                  | Bedonia           | centro                      |
| Belforte                      | San Michele Arcangelo                          | Borgo Val di Taro | Belforte                    |
| Boccolo de' Tassi             | Beata Vergine Annunziata                       | Bardi             | Boccolo de' Tassi           |
| Borgo Val di Taro - duomo     | Sant'Antonino                                  | Borgo Val di Taro | centro                      |
| Borgo Val di Taro - San Rocco | San Rocco                                      | Borgo Val di Taro | centro                      |
| Branzone-San Siro             | San Giacomo Apostolo                           | Valmozzola        | Branzone e San Siro         |
| Brunelli                      | San Donnino                                    | Borgo Val di Taro | Brunelli                    |
| Cacciarasca                   | Sant'Andrea Apostolo                           | Albareto          | Cacciarasca                 |
| Caffaraccia                   | San Rocco                                      | Borgo Val di Taro | Caffaraccia                 |
| Calice                        | Sant'Apollinare                                | Bedonia           | Calice                      |
| Campi                         | San Giacomo Apostolo                           | Albareto          | Campi                       |
| Caneso                        | San Rocco                                      | Bedonia           | Caneso                      |
| Carniglia                     | Santa Giustina                                 | Bedonia           | Carniglia                   |
| Casa Fazzi                    | Santa Maria di Fatima                          | Tornolo           | Casa Fazzi                  |
| Casale Val Taro               | San Pietro in Vincoli                          | Tornolo           | Casale Val Taro             |
| Casaleto                      | Santa Maria Assunta                            | Bedonia           | Casaleto                    |
| Casalporino                   | San Bernardo Abate                             | Bedonia           | Casalporino                 |
| Casanova Val Ceno             | Santa Maria Assunta                            | Bardi             | Casanova                    |
| Cereseto                      | San Giacomo Apostolo                           | Compiano          | Cereseto                    |
| Chiesiola                     | San Giovanni Battista                          | Bedonia           | Chiesiola                   |
| Codogno Parmense              | Santi Antonino e Savino                        | Albareto          | Codogno                     |
| Compiano                      | San Giovanni Battista                          | Compiano          | centro                      |
| Comune Stradella              | San Girolamo                                   | Bardi             | Comune Stradella            |
| Contile                       | San Leonardo Abate                             | Varsi             | Contile                     |
| Cornolo                       | San Lorenzo Martire                            | Bedonia           | Cornolo                     |
| Costageminiana                | San Bartolomeo Apostolo                        | Bardi             | Costageminiana              |
| Credarola-Sidolo              | San Lorenzo Martire                            | Bardi             | Credarola e Sidolo          |
| Drusco                        | Santa Maria Assunta                            | Bedonia           | Drusco                      |
| Folta-Tombeto                 | Santa Maria Maddalena                          | Albareto          | Folta e Tombeto             |
| Gorro                         | San Terenziano                                 | Borgo Val di Taro | Gorro                       |
| Gravago                       | Santi Vito, Modesto e Crescenzia               | Bardi             | Gravago                     |
| Grezzo                        | San Michele Arcangelo                          | Bardi             | Grezzo                      |
| Groppo                        | San Pietro Apostolo                            | Albareto          | Groppo                      |
| Gusaliggio                    | Santa Maria Assunta                            | Valmozzola        | Gusaliggio                  |
| Illica                        | San Giorgio Martire                            | Bedonia           | Illica                      |
| Isola                         | Sant'Antonio Abate                             | Compiano          | Isola                       |
| Mariano                       | Santi Gervasio e Protasio                      | Valmozzola        | Mariano                     |
| Masanti                       | Sant'Andrea Apostolo                           | Bedonia           | Masanti                     |
| Montarsiccio                  | San Martino Vescovo                            | Bedonia           | Montarsiccio                |
| Montegroppo                   | Sant'Anna                                      | Albareto          | Montegroppo                 |
| Nociveglia                    | San Michele Arcangelo                          | Bedonia           | Nociveglia                  |
| Pessola                       | Santa Maria Immacolata                         | Varsi             | Pessola                     |
| Pietrarada                    | Natività della Beata Vergine Maria             | Varsi             | Pietratada                  |
| Pieve di Campi                | San Paolo Apostolo                             | Albareto          | Pieve di Campi              |
| Pione                         | Santa Maria Assunta                            | Bardi             | Pione                       |
| Pontolo                       | Santi Giovanni e Paolo                         | Borgo Val di Taro | Pontolo                     |
| Porcigatone                   | San Pietro Apostolo                            | Borgo Val di Taro | Porcigatone                 |
| Rocca Nuova                   | Nostra Signora del Sacro Cuore                 | Varsi             | Rocca Nuova                 |
| Rocca Varsi                   | Sant'Antonio Abate                             | Varsi             | Rocca Varsi                 |
| Romezzano                     | San Giacomo Apostolo                           | Bedonia           | Romezzano                   |
| Rovinaglia                    | San Pietro Apostolo                            | Borgo Val di Taro | Rovinaglia                  |
| San Martino in Rivosecco      | San Martino Vescovo                            | Borgo Val di Taro | San Martino in Rivosecco    |
| San Pietro in Canal Vona      | San Pietro Apostolo                            | Borgo Val di Taro | San Pietro in Canal Vona    |
| San Quirico                   | Santi Quirico e Giulitta                       | Albareto          | San Quirico                 |
| San Vincenzo Boccolo          | San Vincenzo                                   | Borgo Val di Taro | San Vincenzo                |
| Santa Giustina Val Lecca      | Santa Giustina Vergine e Martire               | Bardi             | Santa Giustina Val di Lecca |
| Santa Maria del Taro          | Natività della Beata Vergine Maria             | Tornolo           | Santa Maria del Taro        |
| Scopolo                       | Santa Giustina Vergine e Martire               | Bedonia           | Scopolo                     |
| Setterone                     | Santa Maria delle Grazie                       | Bedonia           | Setterone                   |
| Spora                         | Sant'Anna                                      | Bedonia           | Spora                       |
| Strela                        | San Bartolomeo Apostolo                        | Compiano          | Strela                      |
| Strepeto                      | Santa Maria del Carmine                        | Bedonia           | Strepeto                    |
| Tarsogno                      | Santo Stefano Protomartire                     | Tornolo           | Tarsogno                    |
| Tasola                        | San Matteo apostolo ed evangelista             | Bedonia           | Tasola                      |
| Tiedoli                       | San Giovanni Battista                          | Borgo Val di Taro | Tiedoli                     |
| Tornolo                       | San Bernardino da Siena                        | Tornolo           | centro                      |
| Tosca                         | San Filastrio                                  | Varsi             | Tosca                       |
| Valdena                       | Santa Maria Assunta                            | Borgo Val di Taro | Valdena                     |
| Valmozzola                    | San Martino Vescovo                            | Valmozzola        | San Martino                 |
| Varsi                         | San Pietro Apostolo                            | Varsi             | centro                      |